# Aero-Dienst
Aero-Dienst GmbH & Co. KG é uma companhia aérea fundada em Nuremberga, na Alemanha